# Миттаг-Леффлер, Магнус Гёста
Ма́гнус Гу́став (Гёста) Ми́ттаг-Ле́ффлер (швед. Magnus Gustaf (Gösta) Mittag-Leffler; 16 марта 1846, Стокгольм — 7 июля 1927, Юрсхольм) — шведский математик, преимущественно работавший в области теории функций. Является основателем ведущего математического научного журнала Acta Mathematica и 40 лет был его бессменным редактором.
Миттаг-Леффлер был горячим сторонником равных прав женщин-учёных. Благодаря ему Софья Ковалевская была принята на работу в Стокгольмский университет, а Мария Кюри получила Нобелевскую премию наравне со своим мужем Пьером Кюри.
После Первой мировой войны Миттаг-Леффлер передал свой дом в Юрсхольме и выдающуюся библиотеку научной литературы Шведской академии наук, на его основе был открыт современный Институт Миттаг-Леффлера.

## Биография

### Семья и ранние годы
Магнус Густав Миттаг-Леффлер родился 16 марта 1846 года в Стокгольме семье школьного директора Йохана Олофа Леффлера (1813—1884) и Густавы Вильгемины Леффлер (1817—1903), урождённой Миттаг. Семья матери имела немецкие корни, однако давно перебралась в Швецию. Леффлеры-старшие происходили из Вроцлава. После рождения первенца семья Олафа и Густавы жила в старом здании школы, которой управлял отец, только спустя несколько лет они купили собственный дом. Тогда у Магнуса родились два брата и сестра: Анна Шарлотта, которая стала писательницей, Фритц (стал лингвистом) и Артур (гражданский инженер). Уже во взрослом возрасте все они вспоминали, что дом их родителей был очень открытым и гостеприимным, среди постоянно заходивших друзей многие были учёными и образованными людьми. Магнус Густав также считал, что значительную часть своего раннего образования он получил не в школе, а дома, слушая гостей своих родителей. Хотя он при рождении получил фамилию отца, в 20 лет он добавил к ней и фамилию матери: со своими дедом и бабкой по материнской линии он проводил каждое лето и до самого конца жизни вспоминал их с большой любовью.
В 1855 году Густав пошёл в первый класс Стокгольмской школы Klara. В неё отдавали своих детей знатные семьи и средний класс, однако по воспоминаниям одного из учеников того же периода, Августа Стриндберга, обстановка в школе была «просто копией рассказов Диккенса». Атмосфера и дисциплина были крайне строгими, при этом ученики постоянно затевали между собой серьёзные драки, учителя и сами применяли физические наказания. Тем не менее, уже в начальной школе математический дар будущего учёного проявился в полной мере. Он учился так успешно, что уже в Стокгольмской гимназии на последние три класса его освободили от обязательной программы по математике. Там же, в начальной школе, Миттаг-Леффлер познакомился с Виктором Рюдбергом, с которым у него сложится близкая дружба.
С 1865 по 1872 год Миттаг-Леффлер учился в Уппсальском университете, в этот период он стал одним из активных авторов журнала Tidskrift for Matematik. В 1872-м защитил диссертацию под научным руководством Göran Dillner и получил звание доцента. Работа, однако, оценивалась биографами как «не заслуживающая похвалы», отчасти они винят в этом Диллнера, который имел репутацию не очень одарённого учёного, скептически настроенного к новым идеям.
В 1873-м Миттаг-Леффлер получил Византийскую стипендию от спонсора-шведа, который жил в Константинополе. Условием этой стипендии было обучение вне Швеции в течение трёх лет. Поэтому с 1873 по 1876 год Миттаг-Леффлер учился в Парижском университете, Берлинском университете им. Гумбольдта и Гёттингенском университете, которые в середине XIX века были тремя главными центрами математической мысли. Приехав в октябре 1873 года в Париж, Миттаг-Леффлер познакомился со многими ведущими математиками того времени: Дарбу, Лиувиллем, Charles Auguste Briot, Jean Claude Bouquet, и другими. В Париже Миттаг-Леффлер слушал лекции Шарля Эрмита по эллиптическим функциям, однако в своём дневнике неоднократно писал, что лекции Эрмита очень тяжелы для восприятия и он понимает их с большим трудом. Весной 1874-го он переехал в Берлин, где посещал лекции Карла Вейерштрасса. Подход Вейерштрасса к эллиптическим функциям и математике в целом оказался Миттаг-Леффлеру гораздо ближе. Вейерштрасс стал примером для Миттаг-Леффлера и его главным научным вдохновением, значительную часть ранних работ шведский учёный сделал на основе материалов своего немецкого коллеги. В эти годы Миттаг-Леффлер также начал работать как редактор: он сотрудничал с еженедельной газетой Ny Illustrerad Tidning.

### Карьера
В 1877 году Миттаг-Леффлер получил пост профессора в Гельсингфорском университете, который освободился после ухода Лоренца Линделёва. Работа, которую Миттаг-Леффлер предоставил как соискатель, была так хороша, что блестящей её назвал даже другой претендент на пост профессора — Эрнст Линделёф. В Гельсингфорском университете Миттаг-Леффлер преподавал эллиптические функции и базовый анализ. Он был научным руководителем у множества студентов, некоторые из них даже переехали вслед за профессором в Стокгольм, когда он перешёл на работу в недавно открывшийся Стокгольмский университет.
В 1880-м году Миттаг-Леффлер стал первым профессором недавно учреждённого Стокгольмского университета.
В 1882 году Миттаг-Леффлер женился. Его избранницу звали Сигне Линдфорс, она происходила из влиятельной и богатой финско-шведской семьи. Её отец Якоб Джулиус аф Линдфорс имел звание генерал-майора и управлял собственным успешным бизнесом, а мать, Эмилия Боргстрём, была дочерью одного из самых богатых Гельсингфорских купцов.
В 1889 году Миттаг-Леффлер купил два участка земли площадью в 0,5 га в Юрсхольме, районе, расположенном к северу от Стокгольма. Постепенно покупая новые участки, к началу 1890-х он стал крупнейшим местным землевладельцем. Довольно пустынный район стал стремительно развиваться, часть своих участков учёный продал, а на оставшихся построил семейный дом. Строительством поочерёдно занимались три ведущих архитектора Швеции — Рудольф Арборелиус, Карл Вестман и Фердинанд Боберг. В новом доме Миттаг-Леффлер разместил свою математическую библиотеку, которую собирал много лет. В его коллекции были даже редкие книги XVI века. В Юрсхольме его часто навещали многочисленные друзья и коллеги из разных стран, постепенно дом превратился в настоящий центр математической мысли, где шла работа над новыми исследованиями и редактировалась Acta Mathematica.
К 1899 году Миттаг-Леффлер был членом Шведской королевской академии наук (1883), Финского общества наук и литературы (1878), Королевское общество наук в Уппсала, Королевского общества физиографии в Лунде и ещё более 30 других международных обществ, включая Лондонское королевское общество и Парижскую академию наук. Он также имел почётную докторскую степень Оксфордского и нескольких других ведущих мировых университетов.
Был убеждённым сторонником равноправия женщин: добился, чтобы Нобелевскую премию за 1903 год получил не только Пьер Кюри, но и Мария Кюри. Миттаг-Леффлер добился, чтобы место профессора математики в университете Стокгольма получила Софья Ковалевская, став первой женщиной — профессором математики.

### Acta Mathematica
В 1882 году Миттаг-Леффлер основал журнал Acta Mathematica. Он давно мечтал создать издание, которое стало бы международным центром математической мысли и позволило учёным из разных стран публиковать свои работы и знакомиться с идеями друг друга. Миттаг-Леффлер считал, что математика есть чистое знание, первая и главная среди наук. В начале 1880-х через своего бывшего учителя Шарля Эрмита он познакомился с Анри Пуанкаре и уговорил того опубликовать свою работу по фуксовой группе в первом номере Acta Mathematica. Свой медовый месяц с Сигне Линдфорс Миттаг-Леффлер провёл в путешествии по Европе, встречаясь с коллегами и договариваясь о публикациях. Выпуск журнала требовал инвестиций, частично проект оплатил король Швеции Оскар II, остальные расходы были покрыты из богатого приданого Сигне. 12 декабря 1882 года Миттаг-Леффлер доставил королю Оскару II первую копию первого номера Acta Mathematica. Очень скоро журнал не только вышел на самоокупаемость, но и заработал репутацию ведущего научного издания по математике.

### Смерть и наследие
Миттаг-Леффлер вышел на пенсию в 1911 году, но ещё более 15 лет продолжал работать редактором Acta Mathematica и заниматься бизнесом. После Первой мировой войны он потерял большую часть своего состояния и оказался не в силах оплачивать расходы на поместье в Юрсхольме. В 1916 году он передал дом и библиотеку Шведской академии наук. На их основе был открыт Институт Миттаг-Леффлера.
Магнус Миттаг-Леффлер скончался 7 июля 1927 года в своём доме в Юрсхольме.
В 1934 году ледник Mittag-Lefflerbreen был назван в его честь.

## Вклад в математику
- Звезда Миттаг-Леффлера
- Теорема Миттаг-Леффлера
- Функция Миттаг-Леффлера
- Плоскость Миттаг-Леффлера
- Людовик Зоретти